# Saint-Méloir-des-Bois
Saint-Méloir-des-Bois (bret. Sant-Melar) – miejscowość i gmina we Francji, w regionie Bretania, w departamencie Côtes-d’Armor.
Według danych na rok 2010 gminę zamieszkiwało 257 osób, a gęstość zaludnienia wynosiła 42 osoby/km².